# مظفرآباد (بخش مرکزی نائین)
مظفرآباد یک روستا در ایران است که در استان اصفهان واقع شده‌است. مظفرآباد ۱۱۳ نفر جمعیت دارد.